# Fladnitztal-Radweg

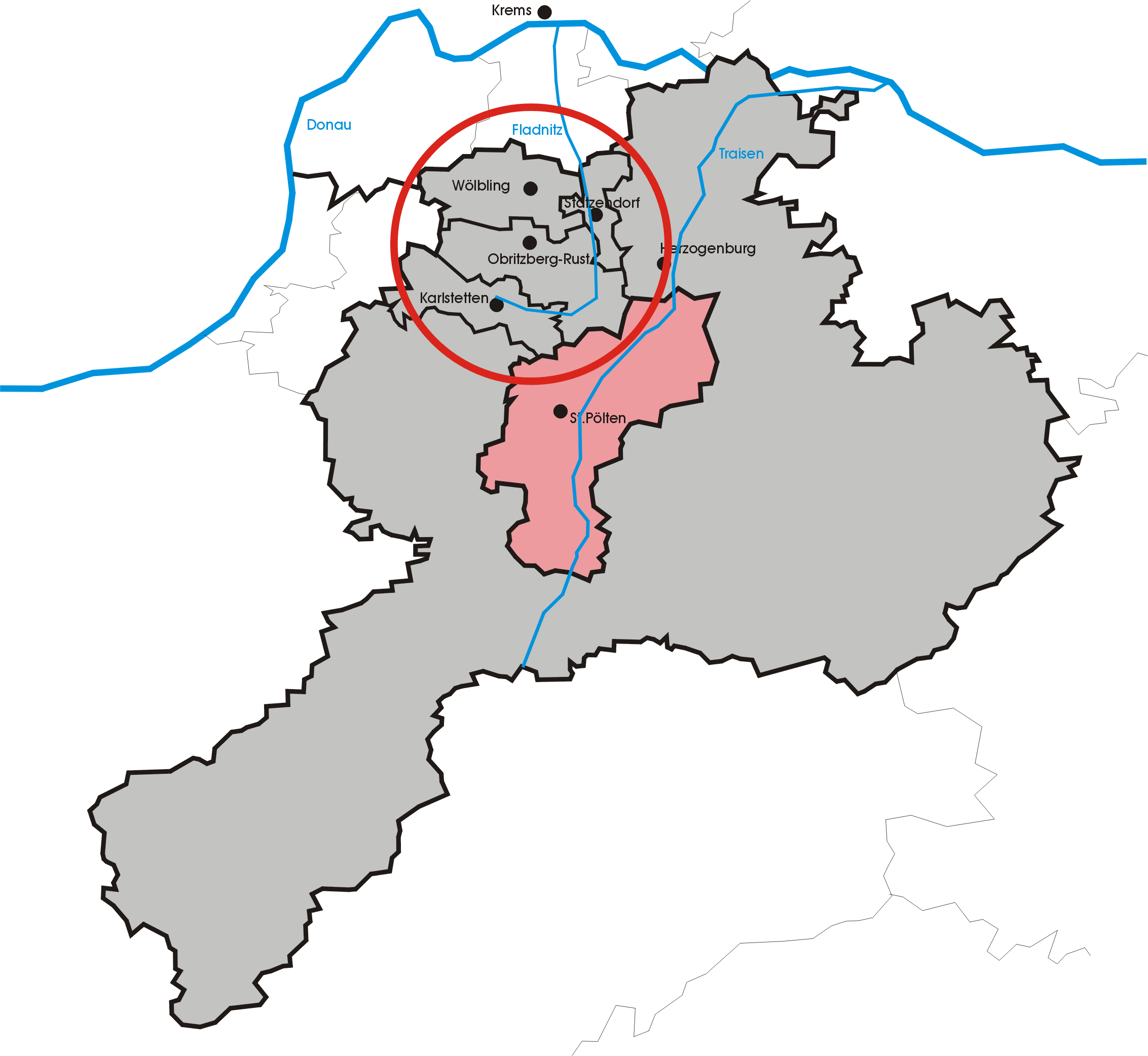
Lage des Fladnitztal-Radweges im Bezirk St.Pölten-Land (PL), NÖ

Der Fladnitztal-Radweg ist ein Rundweg mit ca. 30 km Länge im NÖ Zentralraum zwischen Traisental und Dunkelsteinerwald und führt durch die Gemeinden Obritzberg-Rust, Statzendorf, Wölbling und Karlstetten und wurde nach einjähriger Vorbereitung am 4. Mai 2002 eröffnet.

## Streckenführung

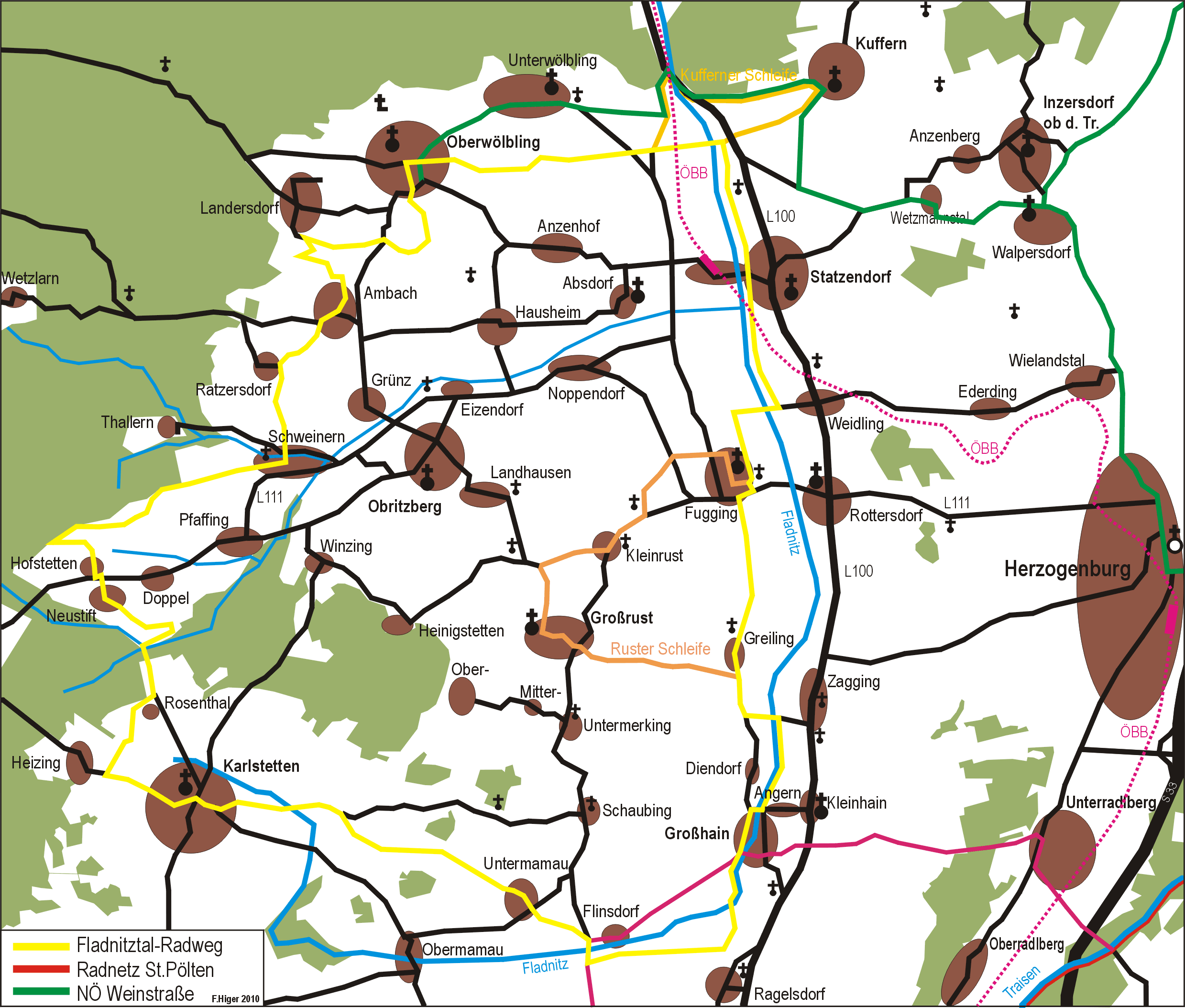
Karte des Fladnitztal-Radweges

Von St. Pölten kommend beginnt der Radweg in Hain (Gotische Pfarrkirche von Kleinhain – um 1350; mit der Immaculata), 4 km nördlich der NÖ Landeshauptstadt. Entlang des Fladnitzbaches führt er über die Weinorte Zagging – Greiling – Fugging nach Statzendorf (Bahnanschluss Strecke Krems – St.Pölten) mit Pfarrkirche (Hl. Markus) – Industriegebiet Hohe Brücke – Überquerung der Fladnitz (tiefster Punkt des Radweges (Seehöhe 240 m)) – Unterwölbling – auf dem so genannten Flötzersteig (ein alter Weg, den die zurückkehrenden Donauflößer benutzten, um den Weg abzukürzen) nach Oberwölbling. Weiter führt er über die Heurigenorte Ambach – Ratzersdorf – bergauf nach Schweinern – Brunndoppelhof – Neustift (Ökohäuser) – Hofstetten (höchster Punkt des Radweges (Seehöhe 412 m)) – Reiterzentrum Rosenthal – Karlstetten – Untermamau – Flinsdorf – Großhain.

## Zielpublikum

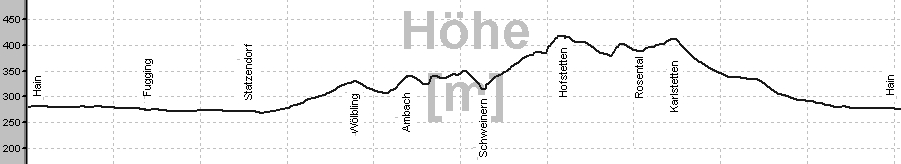
Höhenführung des Fladnitztal-Radweges

Die Strecke ist für alle Radfahrer und auch Kinder auch ohne besondere Kondition bei gemütlicher Fahrweise und mit einem geeigneten Fahrrad an einem Nachmittag bewältigbar. Der Großteil des Weges ist asphaltiert, der Rest ist geschottert. Der etwa 30 km lange Radweg benötigt keine speziellen Ortskenntnisse.

## Anbindung
2016 wird der Fladnitztalradweg auch offiziell an den
- Traisentalradweg in St. Pölten,
- und an den Donauradweg (über Meidling im Tal, Paudorf nach Mautern)

angebunden.

## Sehenswürdigkeiten
- Viele Marterl und Wegkreuze erinnern an vergangene Krisenzeiten.
- Panoramablick auf das niederösterreichische Alpenvorland mit Schneeberg, Ötscher, Dachstein und Wienerwald.